# Baniana sexmaculata
Baniana sexmaculata là một loài bướm đêm trong họ Erebidae.